# 소녀불충분
《소녀불충분》(少女不十分)은 니시오 이신이 집필한 소설이다. 삽화는 미도리후우. 단행본은 고단샤 노벨스(고단샤)에서 간행되고 있다.

## 개요
20세의 대학생인 「나」와, 어느 계기로 만나게 된 「소녀」의 교류를 그린 이야기. 이야기는 서른이 된 「나」의 일인칭으로 말해진다.
책 설명은 「원점으로 돌아온 니시오 이신의 새로운 경지의 최신작!!」, 「이 책을 쓰기까지 10년이 걸렸다.」.

## 등장 인물
「나」
주인공. 소설가. 30세. 10년 전의 대학생 시절, 교통사고를 계기로 U와 만난다.
U・U
초등학교 4학년생. 함께 귀가하던 동급생이 교통사고로 죽은 후, 「나」를 감금한다.

## 서적
1. 2011년 9월 6일 ISBN 978-4-06-182800-1

## 코미컬라이즈
핫토리 미츠루의 작화로 〈주간 영 매거진〉의 2015년 53호부터 2016년 39호까지 연재되었다.
서적 정보
- 제1권 (2016년 5월 6일, ISBN 978-4063827835)
- 제2권 (2016년 8월 5일, ISBN 978-4063828320)